# Yrjö Wichmann
Yrjö Jooseppi Wichmann, född 8 september 1868 i Limingo, död 5 maj 1932 i Helsingfors, var en finländsk språkforskare.
Efter att 1877 ha blivit student blev Wichmann 1897 docent, 1909 extra ordinarie och 1920 ordinarie professor i finsk-ugrisk språkforskning vid Helsingfors universitet. Han företog vidsträckta resor i språkvetenskapligt och etnografiskt syfte bland udmurter, komier, marier och ungrare och utgav ett stort antal avhandlingar, av vilka kan nämnas Zur Geschichte des Vokalismus der ersten Silbe im Wotjakischen (1897), Wotjakische Chrestomathie mit Glossar (1901), Die tschuwassischen Lehnwörter in den permischen Sprachen (1903), Zur Geschichte der finnisch-ugrischen anlautenden Affrikaten (1911), Zur Geschichte der finnisch-ugrischen l-Laute (1914), viktiga specialundersökningar rörande bland annat mariskan och ungerskan samt omfångsrika publikationer av udmurtisk, komi-syrjänsk och marisk folkpoesi. Han var huvudredaktör för uppslagsverket Tietosanakirja. 
Hans hustru Julia Maria Wichmann (född Herrmann 1881 i Pancsova, Vojvodina, död 1974) åtföljde sin man på vissa av hans resor och utgav bland annat Beiträge zur Ethnographie der Tscheremissen (1913).